# Будівля купецького банку
Будівля купецького банку («Асторія» або «Мелодія») — історична будівля в старому центрі міста Харків, що розташована на Павлівському майдані, 10. Пам'ятка архітектури та містобудування місцевого значення № 7278-Ха.

## Історія
Ідея зведення нової будівлі виникла у Харківському купецькому Товаристві у 1909 році, тоді ж у Санкт-Петербурзі було проведено архітектурний конкурс. На ньому переміг проєкт російського архітектора Леоніда Романовича Сологуба. Однак Товариство обрало своїм переможцем проєкт молодого харківського архітектора Олександра Ржепішевського та архітектора з Санкт-Петербурга Миколи Васильєва. Скульптури виконали скульптори В. В. Козлов та Л. А. Дітріх. Будівля купецького банку побудована у 1910—1913 роках, має шість поверхів: перші три займав сам банк та конторські приміщення, верхні три займав один з найелітніших готелів міста «Асторія». Назва готелю виникла на початку XX століття як відгук на готелі фешенебельного стилю в Нью-Йорку, власниками яких були брати Астори.
Споруда виконана у стилі північного модерну, прикрашена великими атлантами, химерними обличчями та іншою ліпниною. Будівля має монолітний залізобетонний каркас, який був зведений Чорноморським страховим товариством. Всередині банк та готель були стильно оформлені, працювали два ліфти. Для нагляду за зведенням архітектор Ржепішевський переїжджає до Харкова, де він створить ще низку будівель у стилі північного модерну, зокрема кооперативні будинки № 6 (відомий як «будинок з фонтанами») та № 19 на Римарській, де сам і житиме.
На початку радянсько-німецької війни будівля була спалена, а пізніше постраждала від обстрілів. Після Другої світової її відновили за проєктом архітектора Петра Шпари. В радянські часи будівля стала відома під назвою «Мелодія» — за назвою великого музичного магазину, що знаходився на першому поверсі будівлі з 1951 і до 2011 року.

## Галерея

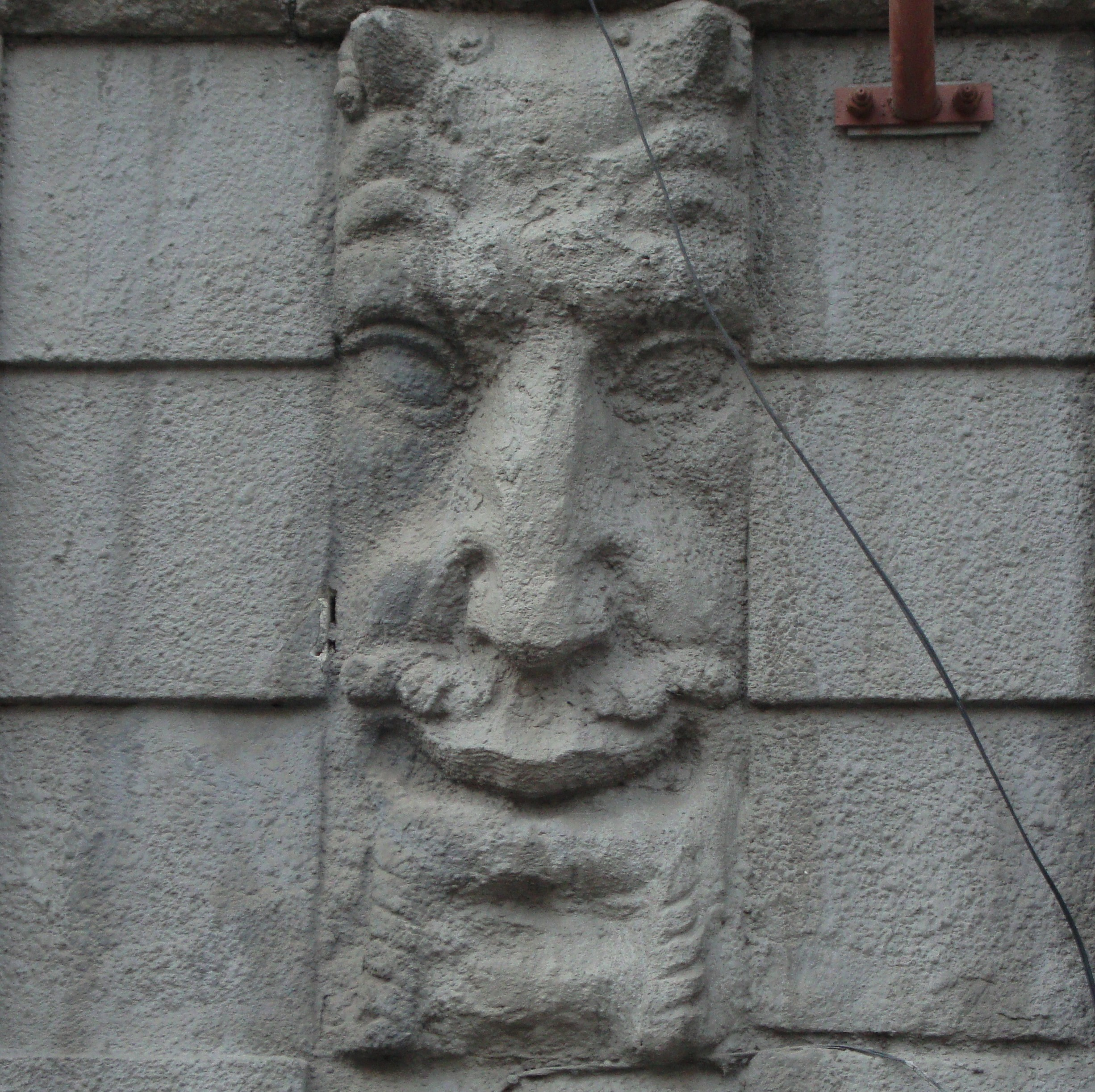
Химерний маскарон
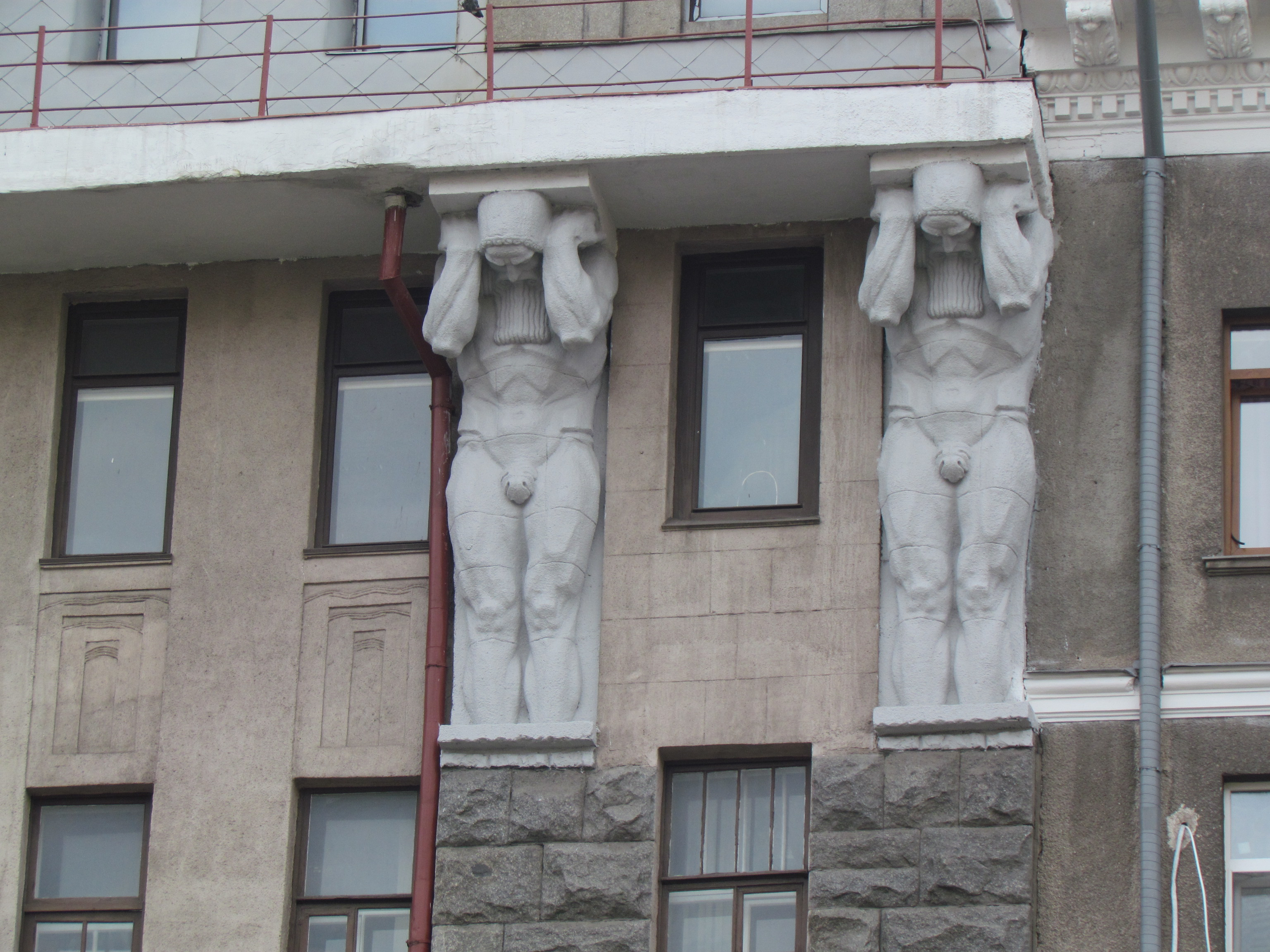
Атланти
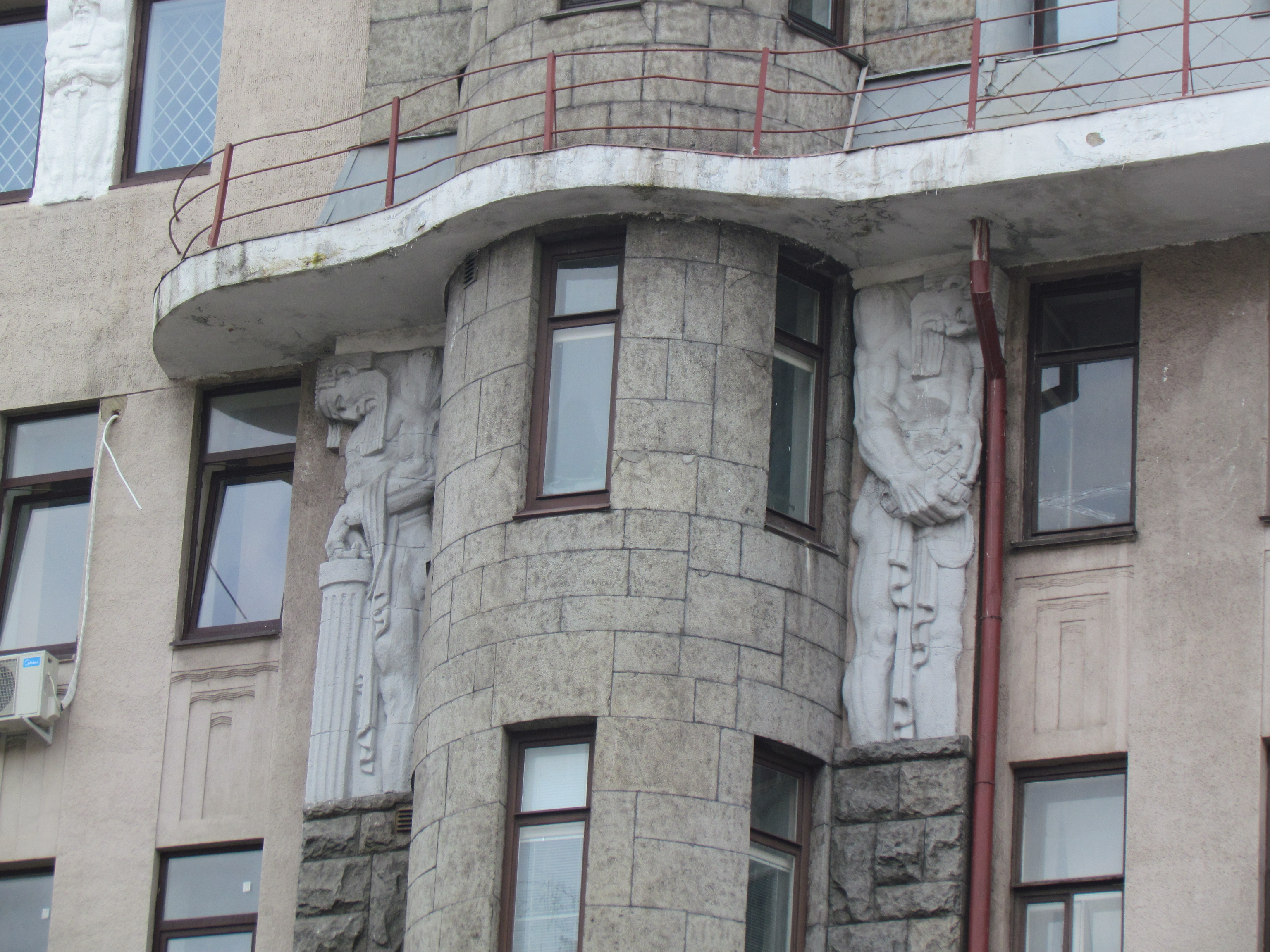
Плоскі атланти
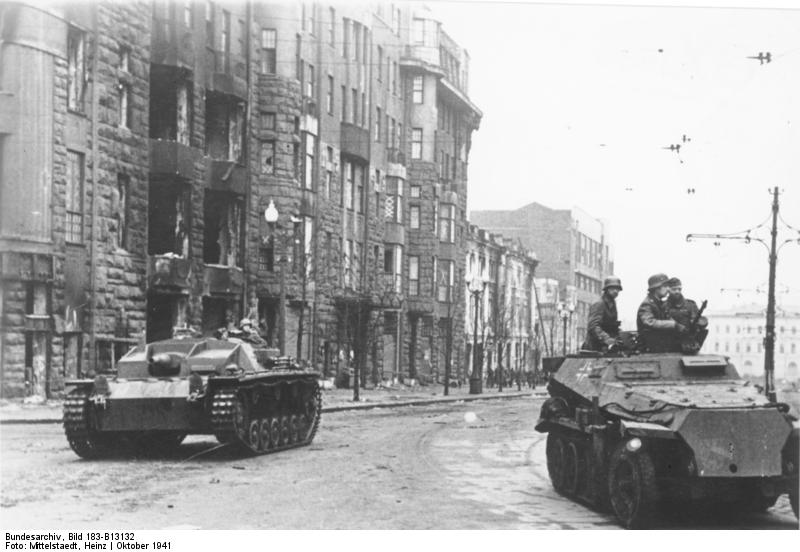
Будівля у роки Другої світової війни
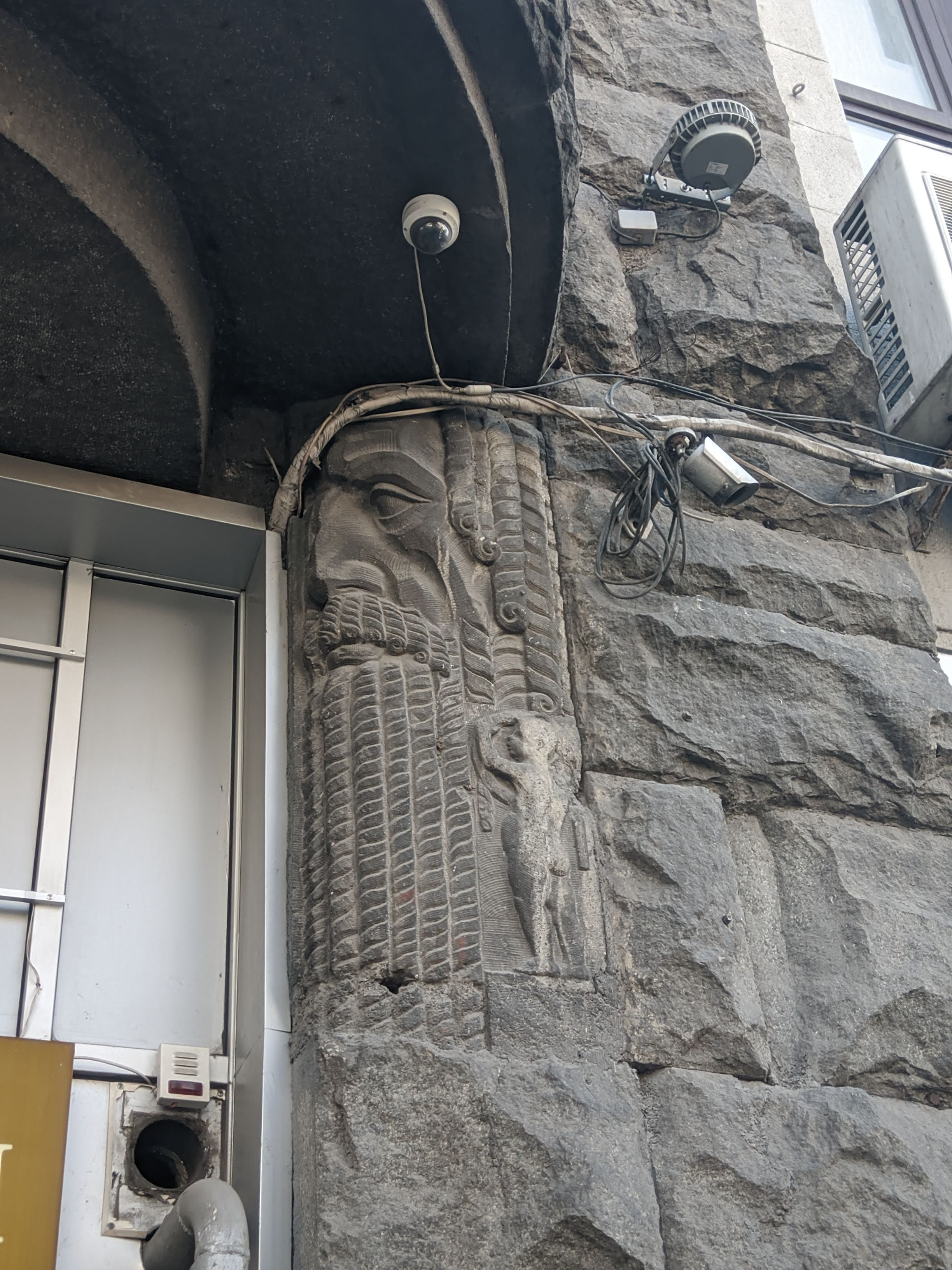
Химерний маскарон
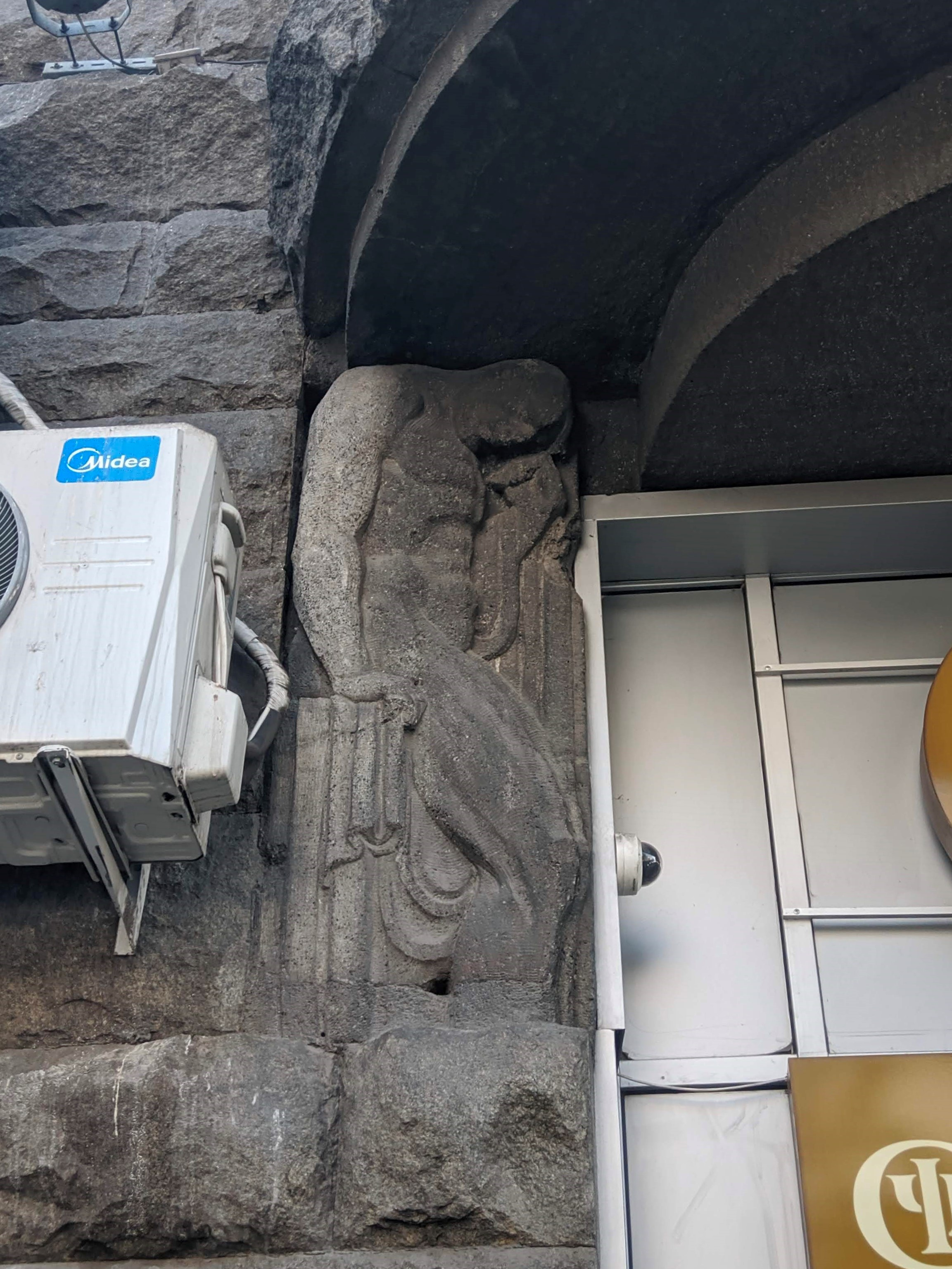
Ліпнина поруч з входом
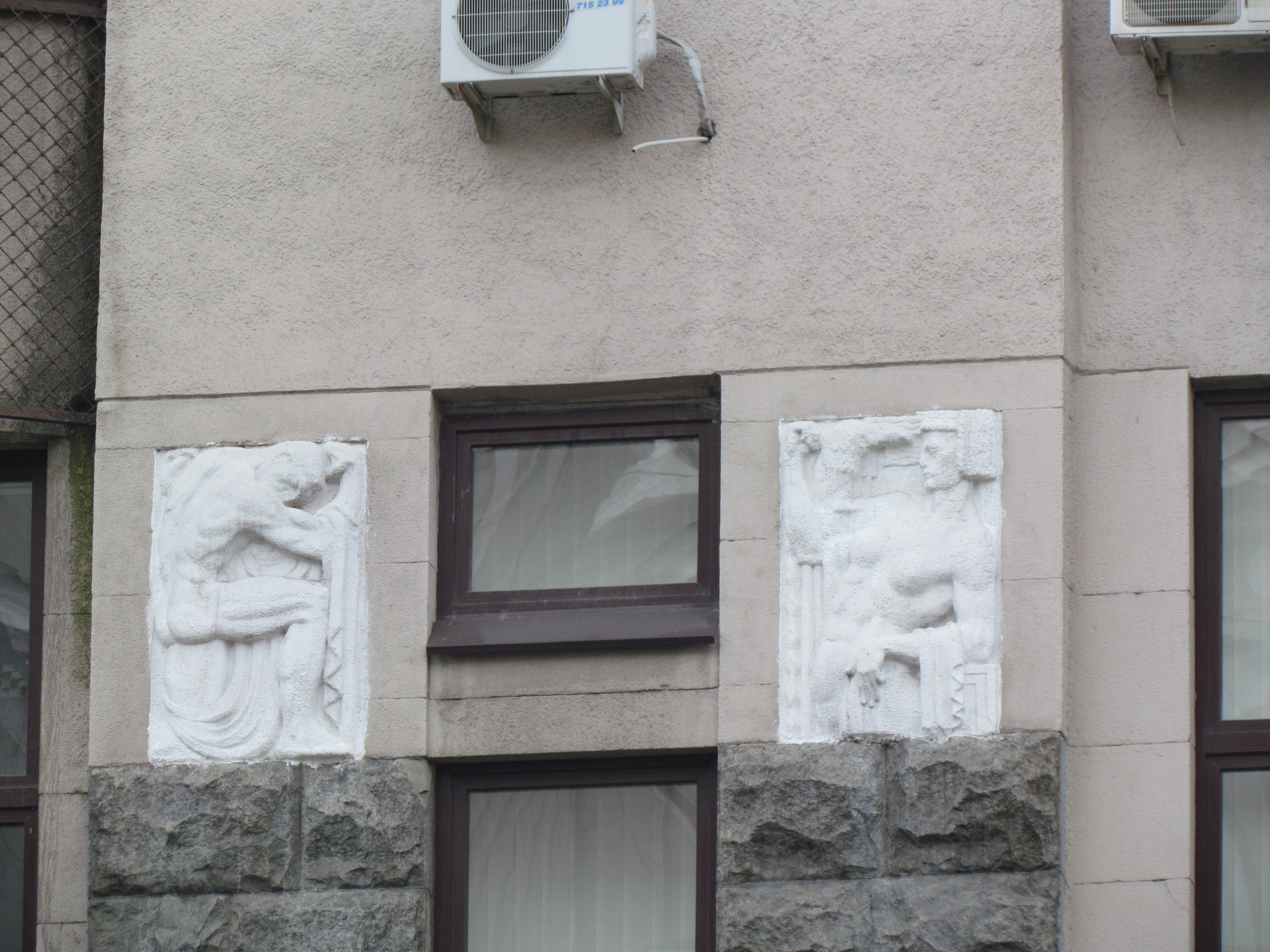
Ліпнина
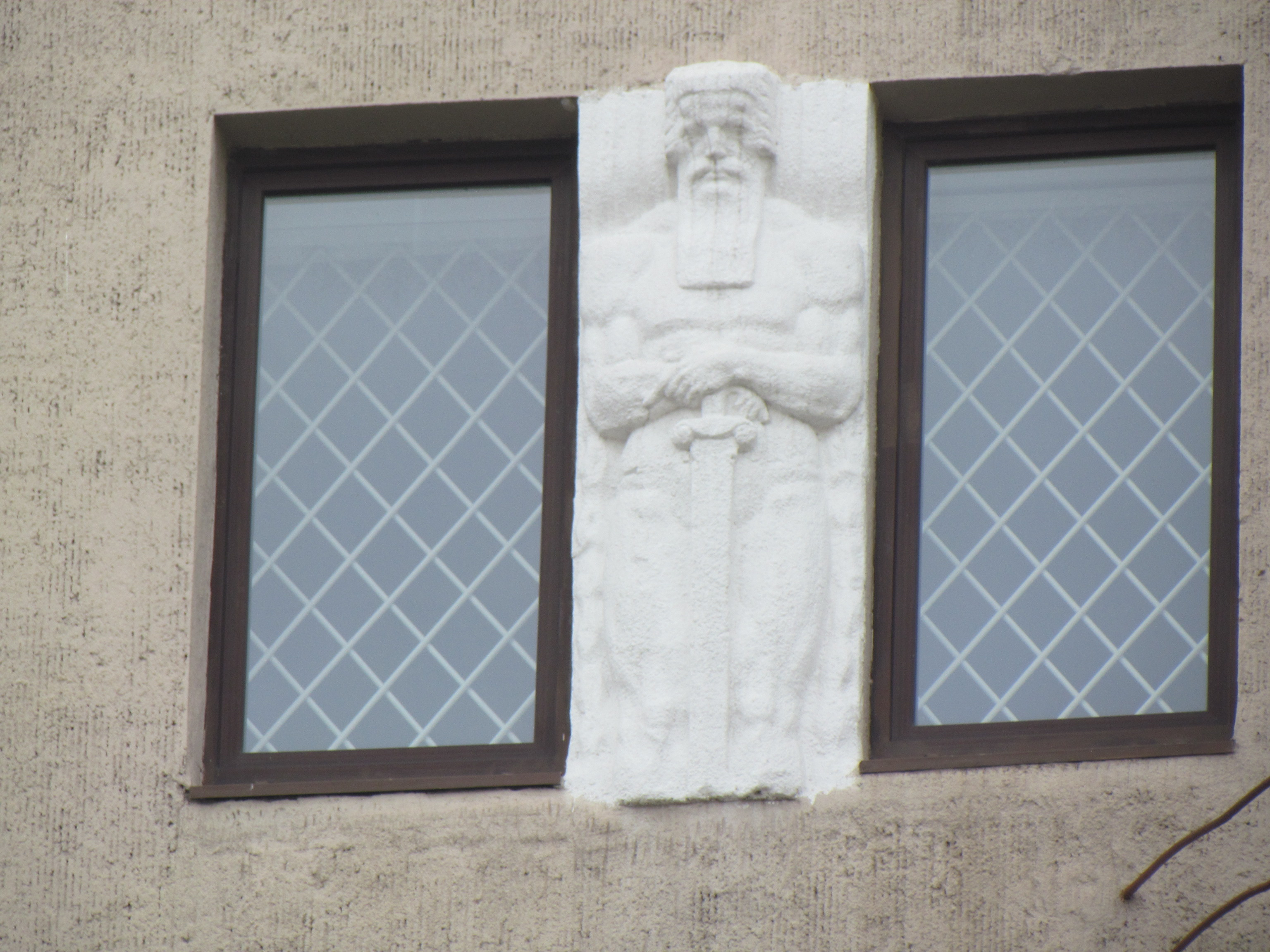
Ліпнина з лицарськими мотивами
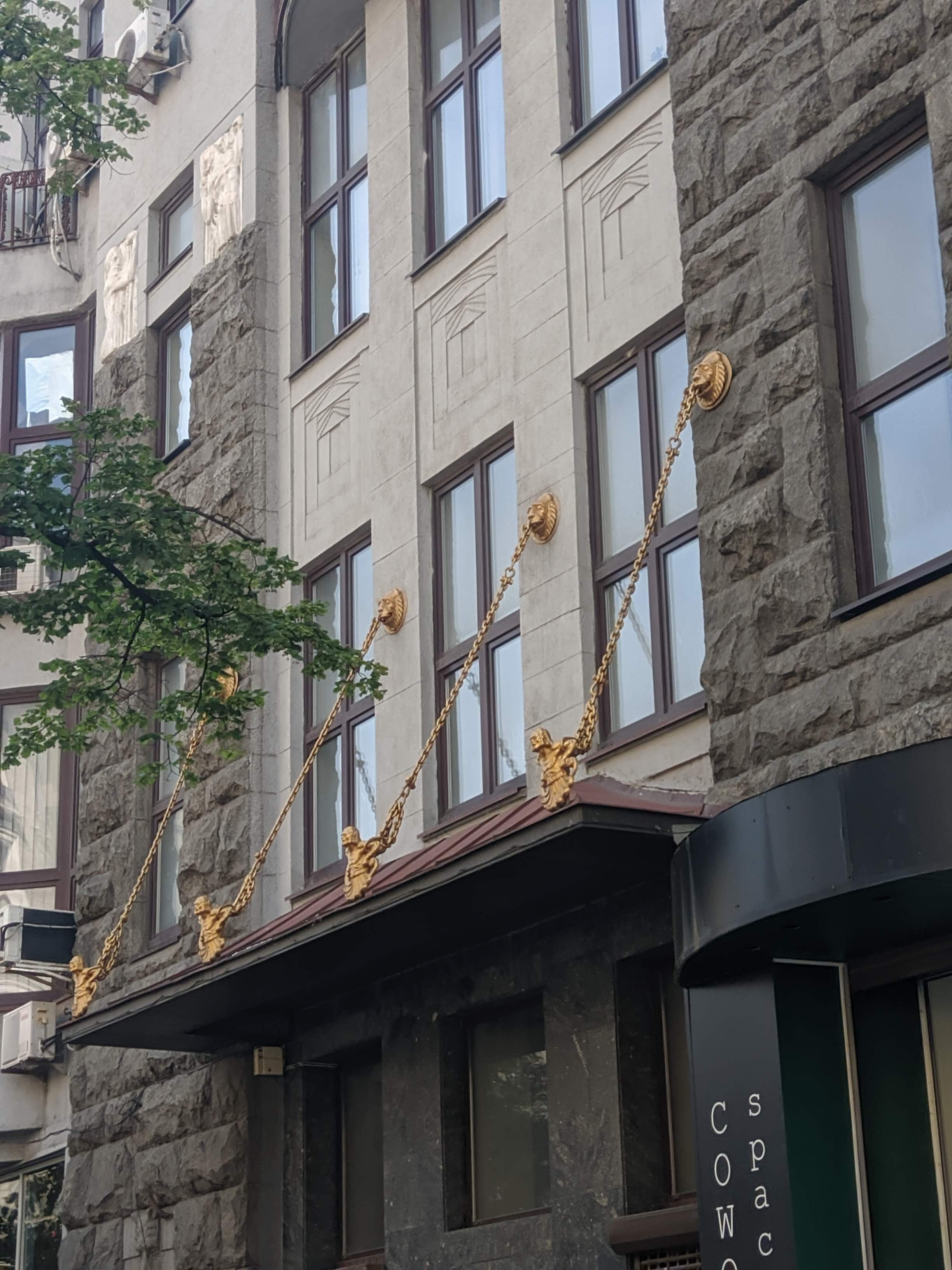
Маленькі ковані скульптури, що підтримують навіс над входом